# Amphipsyche distincta
Amphipsyche distincta är en nattsländeart som beskrevs av Martynov 1935. Amphipsyche distincta ingår i släktet Amphipsyche och familjen ryssjenattsländor. Inga underarter finns listade i Catalogue of Life.